# Sobreviviendo
«Sobreviviendo» es una canción interpretada por el dúo de pop mexicano Camila, este fue el tercer sencillo de su cuarto álbum de estudio Hacia adentro, lanzado el 10 de abril de 2019 a través de la discográfica Sony Music.

## Antecedentes y composición
Mario Domm sobre este tema en el Track by Track del álbum diciendo: "Habla sobre una persona que siempre vera por la felicidad de sus hijos y su familia en general.

## Video musical
El sencillo cuenta con un video musical que fue filmado por los mismos integrantes y aparece toda la familia de los mismos.